# 弘光
弘光（こうこう）は、中国、南明政権（明の亡命政権）の弘光帝朱由崧の治世で使われた年号。1645年1月 - 6月。

## 改元
崇禎17年（1644年）3月19日、李自成軍の北京攻略により明朝は滅亡するが、5月15日に万暦帝の孫である福王朱由崧が南京において皇帝に即位し、亡命政権（南明）を発足させ、明朝復興運動の中心となる。即位の際に年号を「弘光」と定め、踰年改元法に則り、翌年（1645年）をもって弘光元年に改元する。
しかし、弘光元年5月24日に、清軍の攻撃を受けて南京が陥落、28日に、弘光帝は清軍に捕らえられた。残存の南明勢力は福州に逃れ、閏6月15日、唐王朱聿鍵が皇帝に即位（隆武帝）、年号を「隆武」と定め、その年の7月1日を以って改元した。

## 西暦等との対照表
| 弘光 | 元年    |
| 西暦 | 1645年  |
| 干支 | 乙酉    |
| 清   | 順治2年 |